# شامپانی (استان)
شامپانی(به فرانسوی: Champagne) نام استانی تاریخی در شمال خاوری فرانسه است. نوشیدنی الکلی شامپاین به نام این محل خوانده می‌شود.
در گذشته این منطقه زیر فرمانروایی یک کنت بود. بخش غربی شامپانی تا پاریس پیرامون ۱۶۰ کیلومتر فاصله دارد. شهرهای رنس، اپرنه و تروا مراکز تجاری این منطقه‌اند. بیشتر بخش شامپانی امروزه در ناحیه شامپاین-آردن جای‌دارد که از چهار بخش آردن، اوب، اوت مرن و مرن تشکیل شده‌است.
نام شامپانی ریشه در نام لاتین کامپانیا دارد که به دلیل همانندی تپه‌های این منطقه با کامپانیا در جنوب روم باستان بدان داده شده‌است. 